# Personaggi di Carabinieri

## Personaggi principali

### Capitano Andrea Ferri
(Stagioni 1-4), interpretato da Ettore Bassi.
Entra nella storia a metà della prima stagione come maresciallo ordinario, apparendo inizialmente indiziato in un caso seguito dai Carabinieri della cittadina. Si scoprirà in seguito essere in realtà sotto copertura da un anno per i ROS, anche se ormai senza una vera legittimazione, allontanato così dal gruppo si fermerà a Città della Pieve, dove prenderà il posto del Maresciallo Palermo. Appare subito molto sociale e con una spiccata avversione per la divisa e le formalità. Con il passare del tempo intreccerà una storia con Paola Vitali, Carabiniere a lui sottoposto, che vedrà una prima momentanea rottura quando la ragazza si allontanerà da Città della Pieve, ma si rincontreranno a Tarquinia qualche anno dopo e collaboreranno in un caso molto delicato (spin-off del telefilm Carabinieri - Sotto copertura). Tra Andrea e Paola, in quell'occasione, riscoppierà la passione. Durante la seconda stagione lo abbiamo visto subire la corte sfrenata del procuratore Claudia Morresi, donna bella e sicura di sé che scatenerà la gelosia di Paola, troppo orgogliosa però per dimostrarlo e per fare un passo indietro dalle posizioni prese con Andrea. Dopo avere avuto un flirt con Andrea Sepi durante la terza stagione, nella quale riceverà la nomina di comandante di stazione, all'inizio della quarta accetta un incarico nei ROS a Roma e viene promosso capitano, come lui stesso dichiara nello spin-off Carabinieri - Sotto Copertura.

### Maresciallo ordinario Tommaso "Tom" Palermo
(Stagione 1), interpretato da Lorenzo Crespi.
Presente fino alla metà della prima stagione come vicecomandante, è il protagonista del primo triangolo amoroso all'interno della caserma. Bello, affascinante e brillante colpisce subito la giovane figlia del comandante di stazione Gioia Capello. Inizialmente si invaghisce della bella Paola Vitali, ma dopo che questa darà segni di disinteresse svilupperà soprattutto una storia con Gioia. Abbandonerà Città della Pieve per approfittare di un'offerta di lavoro molto allettante dopo aver spezzato il cuore a Gioia e aver visto anche il suo andare in frantumi per l'atteggiamento di Paola che si dimostra aggressiva al fine di celare gelosia e rabbia. Esce di scena quando accetta un incarico nei ROS.

### Maresciallo  Capo Giuseppe Capello
(Stagioni 1-2, guest 6), interpretato da Pino Caruso.
Maresciallo dei Carabinieri completamente dedito al lavoro e comandante di stazione per la prima e la seconda stagione. È un uomo benevolo, gentile e disponibile verso tutti, soprattutto con i suoi "ragazzi" della caserma a cui, anche se spesso sta con il fiato sul collo, vuole molto bene. Alla fine della seconda stagione ottiene la promozione al grado di luogotenente. Molto affezionato anche a sua figlia Gioia che vedrà in un primo momento andare a Londra per studiare, ma che raggiungerà dopo la pensione. Il maresciallo Capello verrà ritrovato morto all'inizio della sesta stagione e questo comporterà il ritorno della figlia a Città della Pieve.

### Gioia Capello
(Stagioni 1-2, 6), interpretata da Martina Colombari.
Nata a Perugia, Gioia vive con il padre nella cittadina umbra. Lavora come infermiera presso l'ospedale di Città della Pieve. Ha un carattere solare, affettuoso, forse troppo zuccherino ma gentile soprattutto con il padre al quale è molto affezionata: unico terreno di scontro è la scelta degli uomini della sua vita. Gioia infatti sembra essere attratta solo da uomini in divisa ma il motto del padre è "tutto ma non un carabiniere" e lei puntualmente non lo rispetta. Si è sposata molto giovane con un allora altrettanto giovane carabiniere Giacomo Contini ma il matrimonio non ha avuto un buon esito infatti in pochi mesi va in fumo. I due si rincontreranno quasi 10 anni dopo proprio a Città della Pieve dove lui è appena stato trasferito e dove è vicecomandante della caserma. Nel corso delle prime stagioni invece è coinvolta in altre due relazioni importanti. La prima molto breve con Tom, che non vede seguito poiché l'uomo si riscopre innamorato di Paola, la seconda con Leo decisamente più lunga e più importante anche se spesso contrastata dal padre. Dopo un inconveniente sul lavoro decide di seguire un corso di aggiornamento a Londra dove vivrà 4 anni prima di tornare nella cittadina per la prematura morte del padre. Esce di scena temporaneamente poiché va a vivere a Londra per un corso di aggiornamento, torna nella sesta stagione, per poi uscire in modo definitivo con il trasferimento a Montepulciano.

### Brigadiere Paola Vitali
(Stagioni 1-2), interpretata da Manuela Arcuri.
Prima donna carabiniere, originaria di Nettuno, arruolandosi nell'Arma la Vitali ha realizzato il suo sogno, nonostante il parere contrario del padre, farmacista. Arriva nella Caserma di Città della Pieve come un ciclone scatenando subito molti pareri contrastanti tra i suoi colleghi spesso scettici o tradizionalisti. Ha un carattere molto solare ed è aperta a tutte le nuove esperienze; molto amica di Leo si imbatte subito in una competizione caratteriale con Gioia. È una ragazza molto determinata sul lavoro. La sua bellezza attira fin da subito l'attenzione dei colleghi della caserma e del simpatico Giovanni. Avrà una relazione con il maresciallo Palermo nella prima stagione e con il maresciallo Ferri nella seconda. Dopo essere stata nominata vicebrigadiere, si trasferisce a Tarquinia.

### Carabiniere Leonardo "Leo" Bini
(Stagioni 1-4), interpretato da Francesco Giuffrida.
Giovane carabiniere carino, altruista e gentile anche se un po' insicuro. Studia e si laurea in Psicologia. Entrato nell'arma per volere del padre deciderà di rimanere per passione. Fin dal primo momento  si innamora di Gioia per la sua allegria spensieratezza e bellezza e ingoia molti bocconi amari vedendola perdere la testa per Tom. Solo in un secondo momento lei si accorgerà di lui e scoppia la scintilla. Quella che però sembrava una vera favola durerà poco fin quando lui stesso si renderà conto delle loro diversità. Qualche tempo dopo prenderà una bella sbandata per altre due ragazze. Contemporaneamente: da un lato c'è la bella Jessica, nipote di Pippo, dall'altra Elena una ragazza frizzante per la quale perde subito la testa. Immediatamente diventa molto amico di Carlo. Si allontanerà da Città della Pieve dopo le nozze con Elena per andare in Sicilia più vicino alla sua famiglia dove far terminare la gravidanza rischiosa alla moglie.

### Carabiniere Carlo Prosperi
(Stagioni 1-5), interpretato da Giampiero Lisarelli.
Carabiniere sbruffone e "donnaiolo" esprime commenti lusinghieri su ogni ragazza che incontra. Si interesserà dapprima di Jessica, con la quale vivrà una bella storia d'amore (e anche una profonda amicizia) e poi di Caterina, non riuscendo però a fare breccia nel suo cuore. Grande amico di Leo, col quale si scambia consigli in tecniche amorose e col quale divide la stanza, ci resterà molto male quando Bini chiederà il trasferimento. Successivamente diventerà grande amico di Marco Tosi. Sempre allegro e con la battuta pronta, realizza molti simpatici siparietti coi suoi colleghi più seri, specialmente col severo brigadiere Mura. Viene trasferito alla fine della quinta stagione.

### Carabiniere scelto Alberto Capitani
(Stagione 1, guest 2), interpretato da Antonio Carli.
Capitani è un carabiniere aperto ed altruista, in buoni rapporti con tutti i suoi colleghi. È delegato alle ricerche col computer, diventando un mago informatico, e così insegna agli altri ad utilizzare i mezzi informatici. È sposato con Rossella, che però vive molto distante da lui e che si reca a trovarlo ogni tanto. Alberto lascia la caserma di Città della Pieve alla fine della prima stagione, ottenendo il tanto sospirato trasferimento per tornare a vivere con la moglie. Appare tuttavia in alcuni episodi della seconda stagione (episodi 16, 17 e 18), per fare un corso di aggiornamento informatico al vicebrigadiere Bordi. Sempre in questa occasione annuncia che lui e Rossella hanno avuto una figlia.

### Brigadiere Antonio Mura
(Stagioni 1-7), interpretato da Alessandro Partexano.
Molto attaccato al lavoro e severo con i colleghi più negligenti, Mura fa coppia fissa durante le indagini con Romanò, con il quale ha molti simpatici siparietti, in quanto Costante è sempre aperto, solare e con la battuta pronta, mentre Antonio è molto severo. Ha un figlio, Riccardo, che adora, dal quale avrà anche una nipotina, la quale vivrà con lui per qualche tempo. È sposato con Maria, la quale, però lo lascerà. Dopo aver provato invano a riappacificarsi con la moglie, avrà una relazione con Gemma. Nella quinta viene nominato come supplente vicecomandante, dimostrando grande professionalità, ma anche una rigidità forse eccessiva. Il sogno si spezza con l'arrivo di Barbara Fulci e, sempre nella stessa stagione, viene lasciato dalla moglie e si lega con Gemma. È il veterano della caserma.

### Brigadiere Sandro Gigante
(Stagioni 1-2), interpretato da Sergio Albelli.
Appuntato spigliato e attaccato al lavoro, è sposato con Elena ed ha due figli. Con la moglie vivrà due momenti di profonda crisi, nel secondo la moglie addirittura chiederà la separazione, perché Sandro la tradisce con Mirna, una bellissima ragazza kossovara conosciuta da Gigante durante un'indagine. Elena si trasferirà così a Tarquinia dai genitori, ma Sandro la raggiungerà alla fine della seconda serie, una volta che i due si saranno riappacificati. Compare anche nello spin-off Carabinieri-Sotto Copertura, nel quale comprendiamo che è stato promosso brigadiere.

### Brigadiere Luigi Testa
(Stagioni 2-4), interpretato da Roberto Farnesi.
Viene mandato a Città della Pieve per motivi di incompatibilità ambientale, causati dalla morte della sua fidanzata. Al suo arrivo il brigadiere Testa si dimostra essere un tipo molto chiuso e introverso. Viene mal accettato dai suoi colleghi perché si pensa che sia il sostituto del carabiniere Vitali. Con il suo carattere non si procura molte amicizie se non quella di Paola che è la prima a scoprire il suo passato e la ragione per cui ha deciso di indossare la divisa. Superato questo scoglio sarà una persona decisamente più solare e deciso a rifarsi una vita. Alla terza stagione si innamora della sorella di Andrea, Alessandra. Nella quarta stagione viene nominato vice comandante della caserma di Città della Pieve. Abbandonerà la cittadina per andare a vivere con Alessandra.

### Brigadiere Marco Tosi
(Stagioni 4-6), interpretato da Luca Argentero.
Carabiniere che viene trasferito a Città della Pieve da Ortisei, a causa di incompatibilità ambientale. Infatti, essendo un ragazzo molto bello, aveva una relazione clandestina con una sua collega. A Città della Pieve diventerà amico di Carlo, col quale avrà qualche discussione a causa di ragazze. Durante la quinta stagione si innamora prima di Sonia e poi di Caterina. Dopo tante pene d'amore, sposa Caterina, la figlia del maresciallo Morri, dalla quale ha una figlia. Sempre nella quinta stagione aiuta sua sorella Roberta ad uscire dai guai che si era messa. Esce di scena con il trasferimento a Montepulciano e muore in un conflitto a fuoco nell'episodio 21 della settima stagione senza tuttavia comparire.

### Maresciallo ordinario Andrea Sepi
(Stagioni 3-5), interpretata da Alessia Marcuzzi.
Arrivata in Caserma come vice comandante, si dimostra un Maresciallo molto sveglio e amichevole, tanto da essere nominata comandante dopo la partenza di Ferri. Dimostra un interesse iniziale nei confronti di Ferri che però non porta a niente. Dopo l'addio di Ferri diventa il Comandante della stazione, affiancata prima da Luigi nella quarta stagione e poi da Mura, Morri e Fulci nella quinta. Dopo la nomina da comandante della stazione avrà una vera passione per il magistrato Carlo Cesari. Dopo aver trascorso una notte molto travolgente i due si rincontreranno e presenteranno in caserma, e si dichiareranno l'uno follemente innamorato dell'altro solo dopo molte incomprensioni, liti e diverbi sulla diversa impronta per risolvere i casi. Durante la quinta stagione viene ferita dall'ex compagna del magistrato. Abbandona la cittadina a metà della quinta stagione dopo aver ricevuto la proposta di matrimonio di Cesari, lascia il posto da comandante a Morri e va a Torino per riflettere. Ricompare nell'ultima puntata per accettare. Sviluppa molte amicizie sia tra i suoi colleghi che con chi la circonda. La sua più grande amica è Sonia Martini ma molto importanti per lei saranno anche Luigi e Alessandra.

### Appuntato scelto Costante Romanò
(Stagioni 1-7), interpretato da Andrea Roncato.
Appuntato, a tratti svogliato e indolente, fa coppia fissa col severo Mura, dal quale viene rimproverato ogni volta che tenta di fare qualche battuta. Ha quattro figli e quindi molte preoccupazioni, ma ciò non gli impedisce di svolgere il suo lavoro con professionalità e di essere un punto di riferimento per i suoi colleghi più giovani. Con Bordi e lo stesso Mura costituisce la "parte matura" della caserma. Accetta il trasferimento a Montepulciano per guadagnare un po' di più.

### Vicebrigadiere Vittorio Bordi
(Stagioni 1-6), interpretato da Vincenzo Crocitti.
Il laziale Bordi è uno dei più esperti elementi della caserma, ma è anche il factotum della stessa. Infatti è lui che prepara i pasti ai colleghi, ed è delegato a rispondere al telefono e gestire il citofono. Restando tanto tempo in ufficio diventa esperto di computer. Nella prime due stagioni è spesso vittima degli sfoghi di Capello, ma è anche suo grande consigliere e amico. Avrà un bel rapporto anche con tutti gli altri comandanti che si succederanno a Città della Pieve. Si muove raramente dalla caserma, in quanto è un po' svampito e sovrappeso. Il senso del lavoro però non gli manca e riprende anche i colleghi più negligenti. Con Tina, la donna delle pulizie avrà alcuni simpatici bisticci. Con Mura e Romanò costituisce la parte matura della caserma. Esce di scena con il trasferimento a Montepulciano. 

### Maresciallo aiutante Bruno Morri
(Stagioni 5-7), interpretato da Maurizio Casagrande.
Entra in scena nella quinta stagione come Maresciallo capo ricevendo la nomina di comandante supplente mentre la Sepi è all'ospedale ferita. Dopo il trasferimento di quest'ultima, diviene il comandante della caserma a tutti gli effetti e sarà nominato comandante della stazione di Montepulciano, quando la location si sposterà lì durante la settima stagione. Con lui arriva a Città della Pieve la bella figlia Caterina, che intreccerà qualche relazione anche tra i colleghi di papà. Avrà un bel rapporto di complicità con la sua vice, il maresciallo Fulci, poi interrotto dall'abbandono dell'Arma di quest'ultima. Nella settima stagione comanda la stazione di Montepulciano e viene promosso a maresciallo aiutante e avrà la relazione con la sua amica d'infanzia Sara De Nitis conosciuta nell'arco della 5 e 6 stagione.
- Curiosità: Quando Morri viene trasferito a Montepulciano diventandone comandante di stazione e promosso a maresciallo aiutante, porta i pantaloni con le bande strisce rosse cosa che non vengono usati da quel grado in poi.

### Maresciallo Barbara Fulci
(Stagioni 5-6), interpretata da Ines Nobili.
Maresciallo, è il vice comandante della stazione di Città della Pieve affiancando il comandante, prima con la Sepi e poi con Morri. Figlia di un importante diplomatico, ha vissuto in molti Paesi (sa quindi molte lingue), è una persona seria, attaccata al lavoro e benvoluta da tutti. Lascia l'Arma dopo una delusione d'amore. Avrà un bel rapporto di complicità con il comandante Bruno Morri.

### Colonnello Fabio Di Chiara
(Stagioni 3, 7), interpretato da Michael Reale.
Tenente colonnello, ufficiale del ROS, appare nella terza stagione, essendo grande amico di Ferri, per aiutarlo durante un'indagine sotto copertura, si invaghisce di Andrea Sepi, con cui ha una relazione. Riappare nella settima stagione da colonnello, essendo stato nominato comandante provinciale a Siena. Alla stazione di Montepulciano ritrova il maresciallo Stefania Virgili, sua collaboratrice nei ROS, con la quale ha avuto una relazione e che tenta, invano, di riconquistare.

## Altri personaggi
- Gemma Pellegrini (ricorrente 1, stagioni 2-6, guest 7), interpretata da Erika Blanc, è la proprietaria del suo ristorante e B&B nella terza stagione è coinvolta in un caso di omicidio e rivela ai carabinieri che Sonia Martini è sua figlia. Dalla 5ª stagione ha una relazione con il brigadiere Mura. Esce di scena con il trasferimento a Montepulciano, ma compare in alcuni episodi della settima stagione.
- Brigadiere Sonia Martini (guest 2, stagioni 3-7), interpretata da Roberta Giarrusso, carabiniere, poi vice brigadiere. Viene promossa a Brigadiere, ma esce definitivamente di scena durante la settima stagione con un trasferimento a causa della sua condotta durante l'indagine sulla morte del brigadiere Marco Tosi.
- Caterina Morri (stagioni 5-6, ricorrente 7), interpretata da Federica Citarella, esce momentaneamente di scena con il trasferimento a Montepulciano, per poi comparire definitivamente durante la settima stagione.
- Carabiniere Antonio Baldi (stagioni 5-6, ricorrente 7), interpretato da Massimiliano Varrese, esce di scena con il trasferimento a Montepulciano, ma compare in molti episodi della settima stagione, prendendo anche parte ad alcune indagini; durante la settima stagione inizia una relazione con Laura Flestero. Compare anche nello spin-off Carabinieri - Sotto Copertura, ambientato a Tarquinia, da dove verrà trasferito a Città della Pieve nel corso della quinta stagione.
- Sara de Nittis (stagioni 5-6, ricorrente 7), interpretata da Valeria Cavalli, esce di scena durante la sesta stagione, per poi ricomparire in alcuni episodi della settima.
- Maresciallo Giacomo Contini (stagioni 6-7), interpretato da Walter Nudo. Brigadiere, dopo aver partecipato a delle missioni all'estero, tra cui il Kosovo, arriva alla caserma di Città della Pieve sostituendo Prosperi. Dopo l'addio della Fulci viene nominato vice comandante e nella settima stagione viene promosso maresciallo.
- Carabiniere Laura Flestero (stagioni 6-7), interpretata da Francesca Chillemi, con il trasferimento a Montepulciano sente la mancanza di Antonio Baldi, con il quale inizia una relazione.
- Giuseppe Morri (stagioni 6-7), interpretato da Antonio Casagrande, padre del Maresciallo Morri.
- Paola Magli (stagioni 6-7), interpretata da Valentina Pace.Fidanzata di Giacomo Contini nella sesta stagione, verrà poi "tradita" da quest'ultimo che ritornerà con Gioia. Alla fine della sesta stagione scoprirà di essere incinta di Giacomo, per questo motivo Giacomo lascerà Gioia (che ritornerà a Londra), ma lei sfortunatamente perderà il bambino all'inizio della settima stagione. In questa stagione lei e Giacomo troveranno casa insieme
- Margherita Contini (stagioni 6-7), interpretata da Lia Tanzi, madre di Giacomo Contini. È una donna buona, ma troppo apprensiva, chiacchierona e maniaca del pulito. Nella settima stagione si trasferisce a Montepulciano per stare vicino al figlio (che non la sopporto più) e cerca di convincerlo ad avere un bambino con Paola perché vorrebbe diventare nonna
- Capitano Maurizio Ranieri (stagioni 1-2), comandante della Compagnia di cui la stazione di Città della Pieve fa parte, interpretato da Massimo Rinaldi.
- Jessica Campioni (stagioni 1-4, ricorrente 5), interpretata da Eleonora Di Miele.Va a lavorare a Roma. In seguito si sposa.
- Sindaco Fiorella Panni (stagioni 1-4), è stato il sindaco di Città della Pieve interpretato da Aurora Cancian.
- don Luciano (stagioni 1-2), interpretato da Nino Fuscagni.
- Pippo Santi (stagioni 1-6), interpretato da Dario Vergassola. È il proprietario del bar centrale di Città della Pieve, è "l'informatore", esce di scena col trasferimento a Montepulciano.
- Agostina "Tina" Rosati (stagioni 1-6, guest 7), interpretata da Katia Beni. Esce dalla serie con il trasferimento a Montepulciano ma compare in un episodio della settima stagione.
- Magistrato Claudia Morresi (stagioni 2-3), interpretata da Milena Miconi. Viene trasferita.
- Mirna (stagione 2), interpretata da Julija Majarčuk. Viene arrestata.
- Francesco, il farmacista (stagioni 2-6), interpretato da Raffaello Zanieri. Si trasferisce a Montepulciano.
- Alessandra Ferri (stagioni 3-4), interpretata da Elisabetta Canalis. Sorella del Maresciallo Ferri che gli combina sempre delle cose il quale si innamora di una persona pericolosa Roberto ma lo lascia dopo l'arresto. Dopo apre un agriturismo in aperta campagna ma si innamora subito di Luigi. Nella quarta stagione gestisce insieme a Gemma un B&B. Esce di scena andando a convivere con Luigi Testa.
- Magistrato Carlo Cesari (stagioni 4-5), interpretato da Giorgio Borghetti. Magistrato, esce di scena e si trasferisce a Torino insieme alla Sepi.
- Questore Lorenzo Sepi (stagioni 4-5), interpretato da Orso Maria Guerrini. Questore di Polizia, successivamente andato in pensione. Torna a casa a Torino.
- Carabiniere Gabriele Vici (stagioni 4-6, guest 7), interpretato da Marco Iannone. Esce dalla serie con il trasferimento a Montepulciano ma compare anche in un episodio della settima stagione.Dopo varie peripezie si sposerà con Mira dalla quale avrà un bambino (stagione5/6)
- Mira Ruci (guest 5, Stagione 6), interpretata da Alexandra Dinu.È una ragazza dell'est Europa, bella e sorridente. Comincerà una relazione con il carabiniere Gabriele Vici con il quale dopo varie peripezie si sposerà e avranno anche un bambino. Esce di scena con il trasferimento a Montepulciano.
- Paolo Benelli (stagione 7), interpretato da Paolo Villaggio, frate cappuccino di Montepulciano, e fratello gemello di Giovanni.
- Monica Grandi (stagione 7), interpretata da Katia Ricciarelli.Donna arrivata in caserma per fare una denuncia, verrà poi scambiata da Margherita come la nuova inserviente della caserma e quindi comincerà a lavorare lì. Avrà un buon rapporto con tutti
- Appuntato scelto Giorgio Orlandini (stagione 7), interpretato da Dario Ballantini. Prende il ruolo che ha avuto Vittorio Bordi nel resto delle stagioni. Sta all'ingresso e ha un rapporto strano con i suoi colleghi soprattutto con il comandante Morri. In un episodio della settima stagione sventerà un tentato rapimento e un tentato omicidio.
- Germano Grandi (guest st. 6, stagione 7), interpretato da Gianluca Belardi, il proprietario dell'omonimo bar, conosciuto già nella sesta stagione.
- Carabiniere Federico Girelli (stagione 7), interpretato da Roberto Calabrese.Un giovane ragazzo molto dedito al lavoro. All'inizio molto timido con i nuovi colleghi ma, dopo un po' si abituerà alla loro presenza. L'unico che conosce già è Giacomo Contini perché in passato era andato in guerra con suo fratello (poi deceduto) in Iran. È molto dedito al lavoro, tanto che a volte si prende la colpa per errori (che non ha commesso lui) per difendere i suoi colleghi. È molto bravo con i computer tanto da aiutare anche la figlia di Germano con quest'ultimi
- Maresciallo Stefania Virgili (stagione 7), interpretata da Chiara Ricci. È molto brava nel suo lavoro. Avrà un rapporto di amore/amicizia con Giacomo Contini per tutta la stagione. In passato ha avuto una relazione con il Colonnello Di Chiara che tenterà di nuovo di conquistarla, non riuscendoci
- Carabiniere Francesca Rossini (stagione 7), interpretata da Barbara Matera. Arriva come sostituta di Sonia Martini (a Roma per un concorso), però andando avanti nella stagione rimarrà come piazza stabile. È molto bella, ma nonostante questo è un ottimo carabiniere tanto da stupire tutti durante tutta la stagione
- Carabiniere Claudio Petri (stagione 7), interpretato da Giuseppe Soleri. È un ragazzo molto spavaldo e divertente. Gli piacciono le belle ragazze e farà molto apprezzamenti anche verso le sue colleghe ricevendo sempre un due di picche. È molto legato a Padre Paolo, perché in passato lui e il suo ex comandante l'avevano aiutato a uscire da un momento brutto della sua vita e a fargli cambiare idea facendolo entrare nell'arma dei Carabinieri
- Brigadiere Edoardo Mariani (stagione 7), interpretato da Simon Grechi. È un uomo molto bello e attraente. Comincerà una relazione clandestina con Roberta Dei Casari, figlia del sindaco e donna sposata con Guido Merli, uno degli uomini più influenti della città, dal quale poi lei divorzierà
- Roberta Dei Casati (stagione 7), interpretata da Alessia Ventura. È una donna molto attraente. È la figlia del Sindaco, ed è sposata con Guido Merli, uno degli uomini più influenti della città. Inizierà una relazione clandestina con il brigadiere Edoardo Mariani che però diventerà ufficiale quando lei divorzierà dal marito
- Marcello Dei Casati (stagione 7), interpretato da Michele Gammino. Sindaco di Montepulciano, padre di Roberta e marito di Cecilia
- Guido Merli (stagione 7), interpretato da Alessandro Pess. È uno degli uomini più influenti del paese ed è il marito di Roberta. Non passa quasi mai il tempo con sua moglie, perché è sempre in giro per lavoro, proprio per questo lei comincerà una relazione clandestina con il brigadiere Edoardo Mariani. Verso la fine della stagione lui e Roberta divorzieranno.
- Cecilia Dei Casati (stagione 7), interpretata da Carlotta Miti. Madre di Roberta e moglie del sindaco